# Maria Kuncewiczowa
Maria Kuncewiczowa (n. 30 octombrie 1895, Samara, Imperiul Rus - d. 15 iulie 1989, Kazimierz Dolny) a fost o scriitoare și nuvelistă poloneză.
Kuncewiczowa a studiat filologia franceză la Nancy, iar pe cea polonă la Cracovia și Varșovia. Anii celui de-al Doilea Război Mondial i-a petrecut în Franța și Anglia. În 1956, s-a strămutat în SUA, unde în anii 1963-1971 a predat literatura polonă la Universitatea din Chicago. În anul 1982, Universitatea Marie Curie-Skłodowska din Lublin i-a acordat titlul de doctor honoris causa. 

## Opera literară

### Romane
- Twarz mężczyzny, (1928)
- Cudzoziemka, (1936)
- Dni powszednie państwa Kowalskich (primul roman radiofonic), (1938)
- Kowalscy się odnaleźli, (1938)
- Zmowa nieobecnych, (1946)
- Leśnik, (1952)
- Gaj oliwny, (1961)
- Tristan 1946, (1967)

### Volume de povestiri
- Przymierze z dzieckiem, (1999)
- Dwa księżyce, (1933)
- Przyjaciele ludzkości, (1939)
- Serce kraju, (1939)
- Zagranica, (1939)
- W domu i w Polsce, (1939)
- Serce kraju, (1939)
- Nowele i Bruliony prozatorskie, (1985)

### Eseistică
- Dyliżans warszawski, (1935)
- Miasto Heroda. Notatki Palestyńskie, (1939)
- Odkrycie Patusanu, (1958)
- Don Kichot i niańki, (1965)
- Fantasia alla Pollacca, (1979)
- Rozmowy z Marią Kuncewiczową, (1983)
- Przeźrocza. Notatki włoskie, (1985)